# Escultura de Cristo resucitado (El Greco)
La Escultura de Cristo Resucitado es una escultura, obra del Greco, considerado como uno de los escasos ejemplos de esta disciplina artística, realizados por este artista, que han llegado hasta la actualidad, y cuya autoría es totalmente aceptada por los especialistas. 

## Historia de la obra
Pedro de Salazar y Mendoza administrador del Hospital de Tavera, había contratado esta obra, en 1595, junto con un tabernáculo o custodia, para una capilla provisional de esta entidad. Fue concluida por el Greco en 1598, según se desprende de la tasación realizada por los peritos nombrados respectivamente por el Greco y por Pedro Salazar. Finalmente fue colocada formando parte del Tabernáculo del Hospital Tavera, situado delante del retablo mayor de los Retablos del Hospital Tavera, en la iglesia de dicha institución.
En principio, la estatua estaba suspendida en el aire en una linterna —actualmente perdida— en la parte superior del tabernáculo. Quizás el Greco ideó esta forma de colocación a partir de una estatua colgante del rapto de Ganimedes, en la tribuna del Palazzo Grimani di Santa Maria Formosa, que debió haber visto en Venecia.

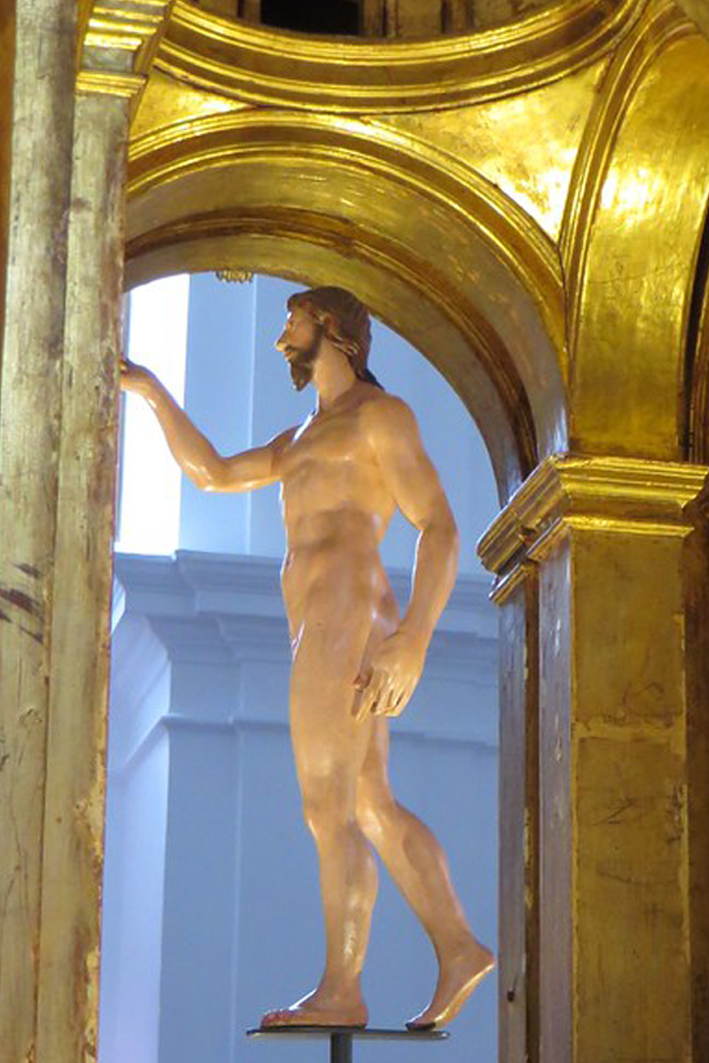
Escultura de Cristo resucitado, actualmente colocada en el interior de la parte conservada del Tabernáculo

## Análisis de la obra
- No existen motivos para dudar de que esta obra fuera realizada por el Greco. Su autoría es aceptada por todos los especialistas en este artista, como Harold Wethey,[4] José Gudiol,[5] Álvarez Lopera[6] o Gregorio Marañón.[7]

- Escultura de madera tallada y policromada. Representa a Cristo resucitado; 45 cm. altura; Documentada entre 1595 y 1598.[2]

Los tonos de las carnaciones son claros y el cabello y la barba son negros. La posición de Cristo es casi igual a la de La resurrección de Cristo (Retablo de María de Aragón) y de La resurrección de Cristo (Santo Domingo el Antiguo), pero en aquellos lienzos el cuerpo es bastante más alargado que el de esta escultura. Sin embargo, la posición de la mano izquierda de la escultura, sugiere que originariamente llevaba el estandarte de la Resurrección, tal y como lo lleva en aquellas pinturas.

## Naturalismo del Cristo resucitado
El desnudo masculino no integral no estaba censurado en el arte en la España del Siglo XVI. De hecho, según Gregorio Marañón, varias obras del Greco dan la impresión de una exagerada e innecesaria desnudez. Sin embargo, el desnudo integral sí que era realmente excepcional. Quizás el Greco se inspiró en el heroico y musculoso desnudo del Cristo de la Minerva de Miguel Ángel, de Santa María sobre Minerva, que pudo haber visto en Roma, aunque por lo demás no hay mucha relación entre aquella colosal estatua y la sutil esbeltez de la estatuilla del maestro cretense.
Es posible que el Greco dotara a esta imagen de un aire naturalista, para resaltar la humanidad de Cristo, nunca más fuerte que en el momento de su victoria sobre la muerte.

## Estado de conservación
Esta estatuilla tuvo que ser restaurada, puesto que fue dañada por milicias republicanas en 1936, durante la guerra civil española. Juan López Ayllón, uno de los miembros del Comité de Defensa del Patrimonio de Toledo, narraba así lo que encontraron al entrar en el Hospital Tavera el 14 de agosto de 1936, tras lograr el permiso para acceder al edificio que entonces controlaba la CNT. :
"Por fin entramos en el Hospital Tavera...Cuando nos íbamos a marchar de allí nos llamó la atención un montoncillo de trocitos de figura rota ... la recogimos cuidadosamente y Cecilio las fue uniendo como pudo hasta darse cuenta de que eran los trozos de la escultura de Cristo resucitado, la única hecha por el Greco, de muy pequeño tamaño, de la que Cecilio tenía noticia." 